# Rudolf Goehr
Rudolf Goehr (geboren 25. Dezember 1906 in Berlin; gestorben 6. September 1981 in Santa Barbara, Kalifornien, USA) war ein deutsch-amerikanischer Komponist, Pianist und Dirigent.

## Leben und Karriere
Seine Eltern waren Julius Goehr (1871–1948) und seine Ehefrau Thekla, geborene Mendelsohn (1874–1931). Wie sein Bruder Walter Goehr war Rudolf Goehr ein Schüler von Arnold Schönberg in dessen Kompositionsklasse an der Preußischen Akademie der Künste. In den frühen 1930er Jahren arbeitete er als Arrangeur für Rundfunk, Bühne und Film. Laut Hans-Heinz Stuckenschmidt soll Goehr 1930 bei den Proben zur Funkaufführung von Arnold Schönbergs Oper Von heute auf morgen die Einstudierung der Gesangsnummern geleitet und auch das Funkorchester dirigiert haben.
Anfang 1931 übernahm Goehr die musikalische Leitung des Gesangsquartetts, das der Ungar Pál Ábel  nach der Trennung von seinem ursprünglichen Abels-Quartett gegründet hatte. Mit dieser Gruppe ist Rudolf Goehr auf zahlreichen Schellackplatten am Flügel zu hören. Das Quartett erschien unter den Namen „Abels“ und als die „Melody Gents“. Er ist mit dieser Gruppe auch in dem Spielfilm Mädchen zum Heiraten zu sehen. Mitte 1932 übernahm er von István Kardos die Leitung der Original-Abels, die sich nun die „Five Songs“ nannten, als Kardos die Gruppe verließ, um sein eigenes Quartett zu gründen, die Kardosch-Sänger. In der Folge erschienen die Five Songs teilweise wieder als die „Abels“ auf Veröffentlichungen mit Rudolf Goehr.
1933 emigrierte Goehr, der Jude war, nach Paris, wo er als Komponist arbeitete und weiterhin mit Gesangsgruppen tätig war, den „Cinq de la Chanson“ und den „Minstrels“. Er komponierte unter anderem das Lied „La Chanson des rues“, das neben vielen anderen auch von Yves Montand aufgenommen wurde. Zeitweise arbeitete Arnold Schönbergs Sohn Georg dort für ihn.
Wie viele deutsche Flüchtlinge wurde Rudolf Goehr nach Kriegsbeginn im September 1939 interniert, und zwar zunächst in den Lagern Colombes und Montargis in der Nähe von Paris. Im November 1939 meldete er sich wie viele andere Internierte in Montargis freiwillig zur Fremdenlegion, wurde aber wegen seines schlechten Gesundheitszustands – er hatte in den Lagern einige Male an der Ruhr gelitten – nach der Musterung am 15. Dezember als untauglich befunden. Dank der Fürsprache einiger französischer Künstlerfreunde und Kollegen (darunter Édith Piaf) wurde er dennoch am 18. Januar 1940 aus der Lagerhaft entlassen. Am 15. Mai 1940 wurde er jedoch in Paris erneut in Haft genommen und schließlich in das Lager Tence bei Lyon gebracht. Anfang August gelang es ihm, aus dem Lager freizukommen. Bis zum Mai 1941 lebte er mit seiner Frau, der Sängerin Judith Shlonsky, in Porté-Puymorens. Sie durften den Ort nur mit behördlicher Genehmigung einige Male verlassen, um ihre Auswanderung zu betreiben. Zu Goehrs Freunden in Paris und Leidensgenossen in den Lagern gehörten neben den Schriftstellern Konrad Heiden und Hermann Kesten auch der Komponist Rolf Marbot.
In zunehmend verzweifelten Briefen baten die Goehrs Arnold Schönberg um Hilfe, und schließlich konnte Schönberg für das Ehepaar die Einreise in die Vereinigten Staaten erwirken.
In New York arbeitete Goehr zeitweise für amerikanische Radiosender. Im Dezember 1942 erhielt er eine Anstellung als musikalischer Leiter und Arrangeur für ein wöchentliches Radioprogramm für den Sender NBC in Rochester, New York, die Eastman Kodak Radio Show.
Außerdem arbeitete er für das junge Label „Bost Records“ des ebenfalls ins Exil geflohenen Herbert H. Borchardt. Die beiden kannten sich vermutlich schon aus Paris, wo Borchardt am Aufbau der Grammophon-Auslandsmarke „Polydor“ beteiligt war. Durch Borchardt lernte er Kurt Weill kennen, mit dem er an den Arrangements für die Broadway-Aufführungen von dessen Musicals „One Touch of Venus“ (1943) und „A Flag Is Born“ (1946) sowie an Plattenaufnahmen von Weill-Liedern für Bost Records mitarbeitete.
Ende 1943 wurde er Soldat in der amerikanischen Armee, wo er in Camp Croft stationiert war, und erhielt die amerikanische Staatsbürgerschaft. Während seiner Militärzeit stellte er für das Office of War Information Musikprogramme zusammen. 1950 orchestrierte er die Aufführung des Stücks „Happy as Larry“ von Donagh McDonagh am Coronet Theatre unter der musikalischen Leitung von Franz Allers. In den 1950er Jahren unternahm er eine Konzertreise nach Israel. In den frühen 50er Jahren arbeitete er für die Firmen Young People’s Records und die Children’s Record Guild.  Ab 1956 lebte er in Neuilly-sur-Seine bei Paris (Rue de la Ferme 23).
Mit seiner Frau Judith Shlonsky/Nina Valery gab er regelmäßig Konzerte, und die beiden nahmen mehrere Platten zusammen auf, so zum Beispiel eine Langspielplatte mit Liedern von Bartók.
Ihre Geschwister waren die Pianistin und Komponistin Verdina Shlonsky und der Dichter Avraham Shlonsky. Nach ihrem Tod heiratete er ein zweites Mal, und zwar die Pianistin Suzanne Loeb. Sie war als Friederike Susanne Löb am 25. Oktober 1902 in Mannheim geboren und lebte später mit ihren Eltern in Pforzheim. 1940 war sie nach New York emigriert. Für sie und ihre Eltern wurden 2023 in Pforzheim Stolpersteine verlegt.
Das Ehepaar Goehr lebte in 315, East Sola Street im kalifornischen Santa Barbara. Suzanne Loeb Goehr starb am 23. Dezember 1988. Die beiden sind auf dem Santa Barbara Cemetery begraben.

## Werke (Auswahl)
- La Chanson Des Rues
- Julietta
- Two Shadows In The Moonlight
- Music Box Tango / Je t'attendrai
- Donkey Tango
- Let's Dance
- Sammy de la Jamaique

Soundtracks zu den Filmen:
- Princesse Tam-Tam, Frankreich, 1935[18] (mit Josephine Baker)
- Le père Chopin, Kanada, 1945[19]
- Heritage, Israel, 1949, Kurz-Dokumentarfilm (Regie Victor Vicas)[20]
- Day of Independence, Israel, 1951, Kurz-Dokumentarfilm (Regie Victor Vicas)[21]

Als musikalischer Leiter arbeitete er an den folgenden Filmen:
- Was gibt's Neues heut? (1932)[22]
- Eine wie Du[23]
- Sans lendemain (Ohne ein Morgen)[24]

## Tondokumente

### Mit den Melody Gents
- Rosa, reizende Rosa
- Wer weint heut' aus Liebe Tränen
- Si l'on ne s'était pas connu

### Mit den Abels/Five Songs
- Ins blaue Leben
- Bianca
- Irgendwo auf der Welt
- Einmal schafft's jeder

### Mit den Cinq de la Chanson und den Minstrels
- J'aime une tyrolienne
- 27, Rue des Acacias
- J'ai rêvé d'une fleur

### Mit Nina Valéry
Bartók 5 Songs Op. 16. Eight Hungarian Folksongs

### Aufnahmen seiner Kompositionen
- Lys Gauty: Le Bassin de la Villette
- Mantovani: Music Box Tango
- Yves Montand: La chanson des rues
- Testaufnahme der Comedy Harmonists (auf der CD „Wir flüstern“[26] 2009 zum ersten Mal erschienen)
- André Claveau: Je t'attendrai ·